# Pau de Catània (1347)

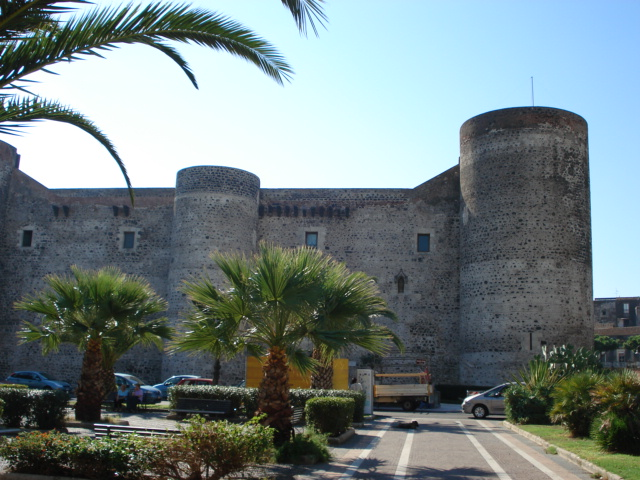
El Castell Ursino de Catània

La Pau de Catània, fou un acord diplomàtic entre Joan de Sicília, tutor de Lluís I de Sicília, i Joana I de Nàpols, signat al castell Ursino de Catania el 8 de novembre de 1347 per acabar amb el conflicte entre la Corona d'Aragó i la Dinastia d'Anjou arran de les Vespres Sicilianes, que van desembocar en la guerra de Sicília (1282-1289), que va afeblir els seus respectius regnes.
Es va arribar a un acord a través del papa Climent VI i Joan de Sicília:, en el qual els termes establien el reconeixement mutu del Regne de Trinàcria i el Regne de Nàpols i la fi de les reivindicacions territorials, el pagament d'un cens de 3000 unces d'or al papa, i l'assistència militar mutua en cas de guerra.
L'acord no es va fer efectiu per la mort de Joan de Sicília de pesta, i el parlament sicilià no va ratificar l'acte contra el justicier del regne Blasco d'Alagó el jove, i el conflicte va continuar fins a la signatura del Tractat d'Avinyó del 1372 entre Frederic III de Sicília i Joana I de Nàpols amb el suport de Gregori XI.